# Marjiwka (rejon kropywnycki)
Marjiwka (ukr. Мар'ївка) – wieś na Ukrainie, w obwodzie kirowohradzkim, w rejonie kropywnyckim, w hromadzie Kompanijiwka. W 2025 liczyła 922 mieszkańców, spośród których 900 wskazało jako ojczysty język ukraiński.